# Бернасовська Єлизавета Петрівна
Єлизаве́та Петрі́вна Бернасо́вська (нар. 30 травня 1925, Гайсин, Українська РСР — 29 листопада 2002, Київ, Україна) — українська лікарка-мікробіолог. Доктор медичних наук (1976), професор (1981).

## Життєпис
Народилася в Гайсині, що на Вінниччині. 1944 року закінчила Вінницький медичний інститут. З 1949 по 2000 рік працювала в Інституті епідеміології та інфекційних хвороб НАМН України: протягом 1959—1965 років обіймала посаду старшого наукового співробітника, згодом до 1994 року керувала лабораторією загальної мікробіології, а з 1994 по 2000 рік була головним науковим співробітником установи.
Наукові дослідження Єлизавети Бернасовської присвячені екології умовно-патогенних мікроорганізмів, профілактиці внутрішньо-лікарняних інфекцій, біології та епідеміології лептоспірозу, розробленню препаратів для його діагностики та лікування. За її безпосередньої участі було створено терапевтичний препарат — антилептоспірозну плазму.

## Вибрана бібліографія
- Лукач И.Г., Бидненко С.И., Бернасовская Е.П. и др. Протейная инфекция. — Київ : Здоров'я, 1985. — 103 с.(рос.)
- Бернасовская Е.П., Бычковский В.Н., Бидненко С.И. и др. Под редакцией Мельника М.Н. Острые кишечные инфекции, вызванные условно патогенными микроорганизмами. — Київ : Здоров'я, 1984. — 152 с.(рос.)
- Бернасовская Е.П., Угрюмов Б.Л., Вовк А.Д., Могирева Л.А. Лептоспирозы. — Київ : Здоров'я, 1978. — 136 с.(рос.)
- Бернасовская Е.П. Лептоспиры и лептоспирозы в Украинской ССР : Автореферат дис. д-ра мед. наук : 03.00.07 / Київський медичний інститут імені Богомольця. — Київ, 1975.(рос.)

## Сім'я
- Сестра — Бернасовська Вікторія Петрівна (1917—1983), радянська письменниця та педагогиня.